# Anthony Moore

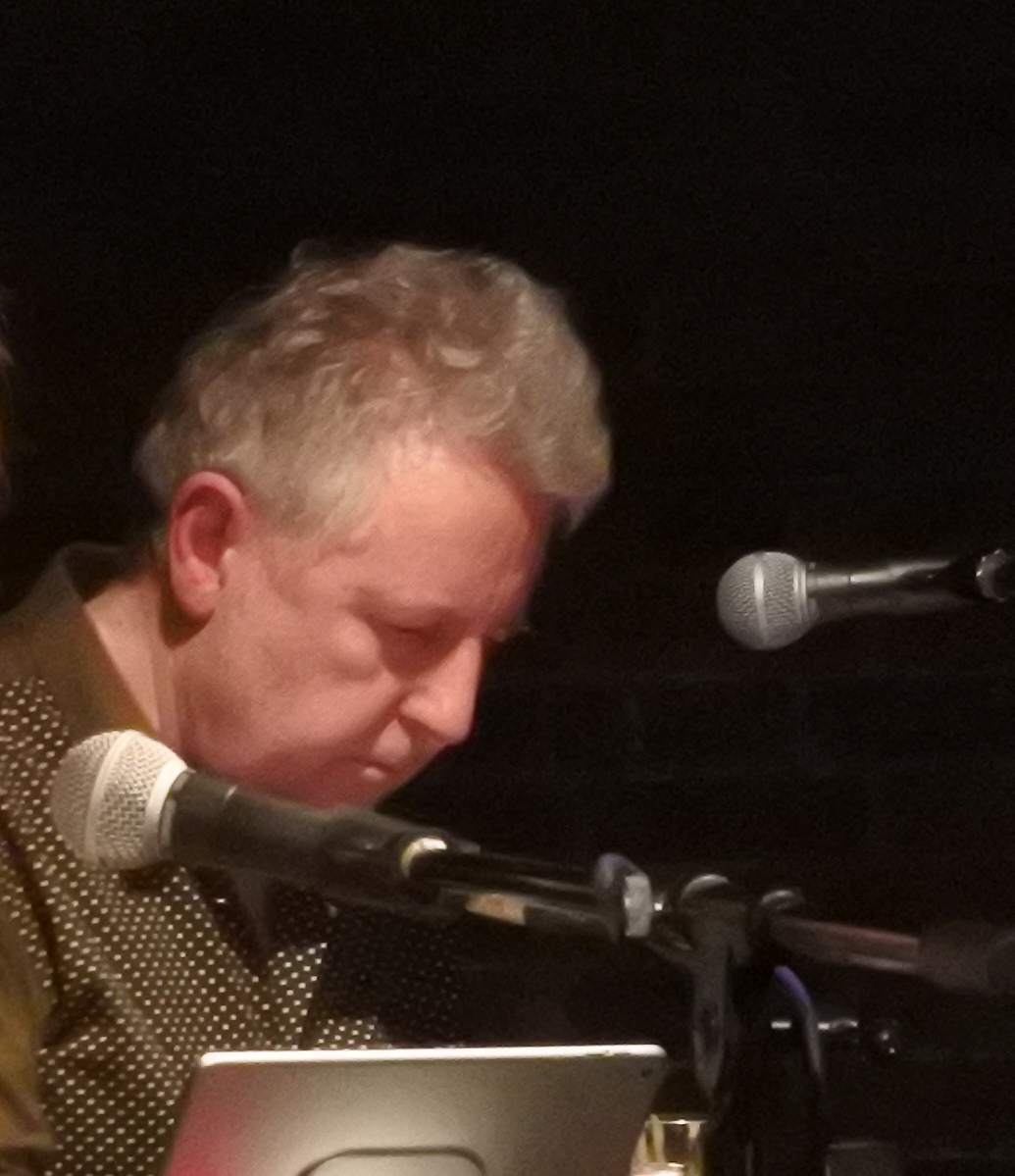

Anthony Moore (auch bekannt als Anthony More, * 13. August 1948 in London) ist ein britischer Experimentalmusiker, Komponist und Produzent. Er war Mitbegründer der Band Slapp Happy, arbeitete mit Henry Cow und nahm mehrere Soloalben auf. Moore war Koautor verschiedener Songs von Pink Floyd. Er arbeitete mit Richard Wright an dessen Album Broken China (1996), mit Kevin Ayers an verschiedenen Projekten und schrieb Texte zum Album Can't Look Away (1989) von Trevor Rabin. Seit 1996 ist Moore Professor an der Kunsthochschule für Medien Köln, deren Rektor er in den Jahren 2000 bis 2004 war.

## Leben und Wirken
Anthony Moore und Peter Blegvad, beide Schüler an der St. Christopher School in Letchworth Garden City, spielten in verschiedenen Bands. Nach der Schule studierte Moore 1969 klassische indische Musik bei Viram Jasani und schrieb seine erste Filmmusik zu David Larchers Mare’s Tale. 1971 zog Moore nach Hamburg, wo er zwei Alben mit Experimentalmusik aufnahm. 1972 kam Blegvad ebenfalls nach Hamburg, und zusammen mit Moores Freundin und späterer Ehefrau Dagmar Krause gründeten sie die Avantgarde-Pop-Band Slapp Happy.
Mit der deutschen Rockband Faust nahmen sie zwei Alben auf. Polydor veröffentlichte 1972 das Album Sort Of, lehnte jedoch das Nachfolgealbum Casablanca Moon ab. Daraufhin zog die Band nach London und nahm Casablanca Moon für Virgin Records neu auf. Das Album wurde 1974 als Slapp Happy veröffentlicht.
1974 und 1975 spielte Slapp Happy zusammen mit der Artrockband Henry Cow zwei Alben ein, Desperate Straights und In Praise of Learning. Trotz des Erfolges verließen zunächst Moore und dann auch Blegvad das Projekt, um jeweils eine Solokarriere zu starten. Krause blieb bei Henry Cow; Slapp Happy war damit beendet. 1982/83, 1997 und 2000 gab es kurze musikalische Wiedervereinigungen von Slapp Happy, und 1991 arbeiteten die drei Musiker zusammen an dem Fernseh-Opernprojekt Camera (nach einer Idee von Krause, Musik Moore, Text Blegvad).
1977 erschien bei Virgin Moores Soloalbum Out, an dem Kevin Ayers und Andy Summers mitgearbeitet hatten. Da sich kein kommerzieller Erfolg einstellte, beendete Virgin den Vertrag mit Moore. Bei kleineren Plattenfirmen veröffentlichte er die Alben Flying Doesn’t Help (1978) und World Service (1981). Moore arbeitete in der Folge als freier Komponist und schrieb Songs und Filmmusiken. Zu den von ihm produzierten Alben zählen u. a. das Debütalbum von This Heat und Angel Station  der Manfred Mann’s Earth Band (beide 1979). Er arbeitete mit Pink Floyd an zwei Alben, A Momentary Lapse of Reason  (1987) und The Division Bell (1994).
1996 wurde Moore als Professor an die Kunsthochschule für Medien Köln berufen, deren Rektor er in den Jahren 2000 bis 2004 war und wo er heute noch tätig ist.
2002 gründete Moore zusammen mit Jörg Lindenmaier und Peter C. Simon das Trio LMS, das in Frankreich und Deutschland auftrat.

## Diskografie

### Bands und Projekte
Mit Slapp Happy
- Sort Of (1972, LP, Polydor)
- Slapp Happy (auch bekannt als Casablanca Moon) (1974, LP, Virgin Records)
- Acnalbasac Noom (1980, LP, Recommended Records)
- Ça Va (1997, CD, V2 Records)
- Live in Japan (2000, CD, FMN Records)

Mit Henry Cow
- Desperate Straights (1974, LP, Virgin Records)
- In Praise of Learning (1975, LP, Virgin Records)

Mit Peter Blegvad und Dagmar Krause
- Camera (2000, CD, Blueprint Records)

### Solo
Alben
- Pieces from the Cloudland Ballroom (1971, LP, Polydor)
- Reed Whistle and Sticks (1972, LP, Polydor)
- Secrets of the Blue Bag (1972, LP, Polydor)
- Out (1976, LP, Virgin Records)
- Flying Doesn't Help (1978, LP, Quango Music Group)
- World Service (1981, LP, Do It Records)
- The Only Choice (1984, LP, Parlophone)

Singles
- "Johnny’s Dead" / "Mr.Rainbow" (1975, 7", Virgin Records)
- "Catch a Falling Star" / "Back to the Top" (1976, 7", Virgin Records)
- "World Service" / "Diving Girl" (1981, 7", Do It Records, DUN 16)

## Filmografie (Auswahl)
- 1978: Mirador
- 1979: Hurrycan
- 1980: Jetzt und alles
- 1982: Uliisses
- 1986: Was geschah wirklich zwischen den Bildern?
- 1988: After Rabbit
- 1998: Der Tag des Malers

## Schriften
- „Hommage to Pink Floyd“, in: Friedrich Kittler, Thomas Macho und Sigrid Weigel, Between Noise and Enlightment, Berlin: Akademie Verlag, 2002, S. 371–376.
- „Vox per->sonare“ (mit Siegfried Zielinski), in: Cornelia Epping-Jäger, Erika Linz (Hg.), Medien/Stimmen, Köln: DuMont, 2003, S. 282–298.
- „Electricity that Shines Into the Light“, in: Peter Berz, Annette Bitsch und Bernhard Siegert, FAKtisch (Festschrift für Friedrich Kittler), München: Wilhelm Fink Verlag, 2003, S. 193–199.
- „The Musical Yardstick“, in: Siegfried Zielinski, Silvia M. Wagnermaier, Variantology 1. On Deep Time Relations of Arts, Sciences and Technologies, Köln: Walther Koenig, 2005, S. 185–195.
- „Mercury Acoustic Delays and Natural Computing“, in: [The] xxxxx [Reader], Berlin: OpenMute 2006. S. 192, ISBN 978-0-9550664-4-3
- „Aromatic Vapours. Tuning and Measurement in Greek and Chinese Antiquity“, in: Friedrich Kittler, Ana Ofak, Media before Media. Übertragung, Störung, Speicherung bis 1700, München: Wilhelm Fink Verlag, 2006.
- „Transactional Fluctuations 1, 2, 3 – (Reflections on Sound)“, in: Siegfried Zielinski, Eckhard Fürlus Variantology 3, 4 & 5. On Deep Time Relations of Arts, Sciences and Technologies, Köln: Walther König, 2011.

## Ausstellungen
- 2014  Klangkunst im Museum Ostwall: Anthony Moore, Museum Ostwall, Dortmund[4]
- 2012  Sound Art. Klang als Medium der Kunst, ZKM | Zentrum für Kunst und Medientechnologie, Karlsruhe[5]
- 2005  Turing 2, Galerie Rachel Haferkamp, Köln